# Джапаридзе, Медея Валериановна
Меде́я Валериа́новна Джапари́дзе (груз. მედეა ვალერიანის ასული ჯაფარიძე; 20 февраля 1923, Тбилиси, СССР — 31 марта 1994, Тбилиси, Грузия) — советская грузинская актриса театра и кино. Заслуженная артистка Грузинской ССР (1950). Лауреат Сталинской премии (1950).

## Биография
Родилась в Тбилиси. Училась в средней школе № 42. Окончила школу в 1939 году.
Два года работала в Театре народного искусства при Доме культуры Надзаладеви. С 1942 года — актриса Академического театра им. К. Марджанишвили в Тбилиси.
В студии Театра Руставели слушала лекционный курс Георгия Товстоногова. Позже отправилась в Москву, в студию Немировича-Данченко. Там режиссёр Юрий Завадский пригласил её в «Театр имени Моссовета», на роль Клеопатры в пьесе Бернарда Шоу «Цезарь и Клеопатра». Вскоре она вернулась на родину и всю свою жизнь провела в Грузии.
В театре Коте Марджанишвили создала много образов, ставших событиями в истории грузинского театра. Наиболее примечательными являются: Нина (Михаил Лермонтов «Маскарад»), Джульетта, Беатриче, леди Энн (Уильям Шекспир «Ромео и Джульетта», «Укрощение строптивой», «Ричард III»), Dragonfly (Бараташвили «Морской»), Gulsunda (Важа-Пшавела «Отверженный»), Марта-Изабелла (Алехандро Касона «Деревья умирают стоя»), Барбара Карповна (Кита Буачидзе «Во дворе злая собака»), ожерелье (Поликарп Какабадзе «Меч Кахабера»), Иокаста (Софокл «Царь Эдип»), мать (Лаша Табукашвили «Старый вальс») и другие.
Депутат ВС СССР 6-го созыва.
Похоронена в пантеоне Дидубе писателей и общественных деятелей.

## Личная жизнь
- муж — писатель Реваз Табукашвили.
- сын — Лаша Табукашвили.

## Признание и награды
- почетный гражданин Тбилиси (1988)[4]
- орден Трудового Красного Знамени (22.8.1986)
- орден «Знак Почёта» (17.4.1958, 2.4.1966)[5]
- Сталинская премия первой степени (1950); за участие в фильме «Щит Джургая» (1944)
- заслуженная артистка Грузинской ССР (1950)

## Фильмография
- 1942 — Мост — Манана
- 1942 — Георгий Саакадзе — Тинатин
- 1944 — Щит Джургая — Этери
- 1947 — Колыбель поэта — cестра Акакия
- 1948 — Кето и Котэ — Кето
- 1952 — Покорители вершин — Эленэ
- 1968 — Цвет граната — мать поэта
- 1983 — Голубые горы, или Неправдоподобная история
- 1985 — Пока пройдёт осенний дождь